# Riu Corneja
El riu Corneja és un riu del sud-oest d'Àvila, afluent del riu Tormes que rega la vall del seu mateix nom (Valle del Corneja). La superfície de la conca és d'unes 40.000 ha.

## Geografia
El riu Corneja és un riu del sud-oest d'Àvila, afluent del riu Tormes que rega la vall del seu mateix nom (Valle del Corneja). La superfície de la conca és d'unes 40.000 ha.
Té les seves fonts als voltants del turó del Sant (2294 m), al costat de les restes d'una antiga ermita erigida en honor de Sant Martí de Tours, al vessant meridional del massís de la Serrota (Villafranca de la Sierra), i aboca les seves aigües, després de recórrer-ne 40 quilòmetres, al Tormes (riu de tormos o de grans pedres) pel marge dret, al límit provincial amb Salamanca, dins del terme municipal de Navamorales (Salamanca) al marge dret i La Horcajada (Àvila) al marge esquerre.
La climatologia en el naixement és de caràcter continental extremat, com correspon a la situació geogràfica del massís i a l'altitud sobre el nivell del mar (entre 2294 i 2000 m). El paisatge en aquesta zona presenta la característica erosió originada pel glacialisme quaternari, encara que no s'evidencien morrenes, al contrari que al vessant septentrional.
Pel seu marge dret recol·lecta les aigües del rierol de la Cruz del Valle, provinent de Peña Pajarita. Amb un cabal ja considerable flueixen les aigües per les Chorreras, un lloc digne de visita, amb unes admirables cascades perfectament conservades. Després passa al costat del primer lloc habitat: Gola dels Forns (popularment coneguda com La Aldea), on es troben els primers molins fariners.
Des del seu naixement fins a un pont recentment reconstruït, aproximadament un quilòmetre aigües avall de La Aldea, el riu està fitat per a la pràctica de la pesca esportiva i constitueix una de les reserves més importants de truita comuna a aquesta latitud.
Seguidament transcorre pels voltants de Navacepedilla de Corneja, recollint les aigües, per l'esquerra, de la riera del Puerto Chía. En passar per l'enclavament de la Tejera, al límit dels termes municipals de Navacepedilla de Corneja i Villafranca de la Sierra, rep les aigües, per l'esquerra, del riu de la Gargantilla (rierol Guareña), amb les seves abruptes cascades conegudes com Los Chorrerones, procedent del vessant septentrional de la Sierra de Villafranca, un rierol amb història ja que la propietat de les seves aigües ha estat tradicionalment objecte de baralla entre municipis limítrofs, i encara avui han ocasionat més d'un seriós desencontre entre els mateixos veïns de Villafranca.

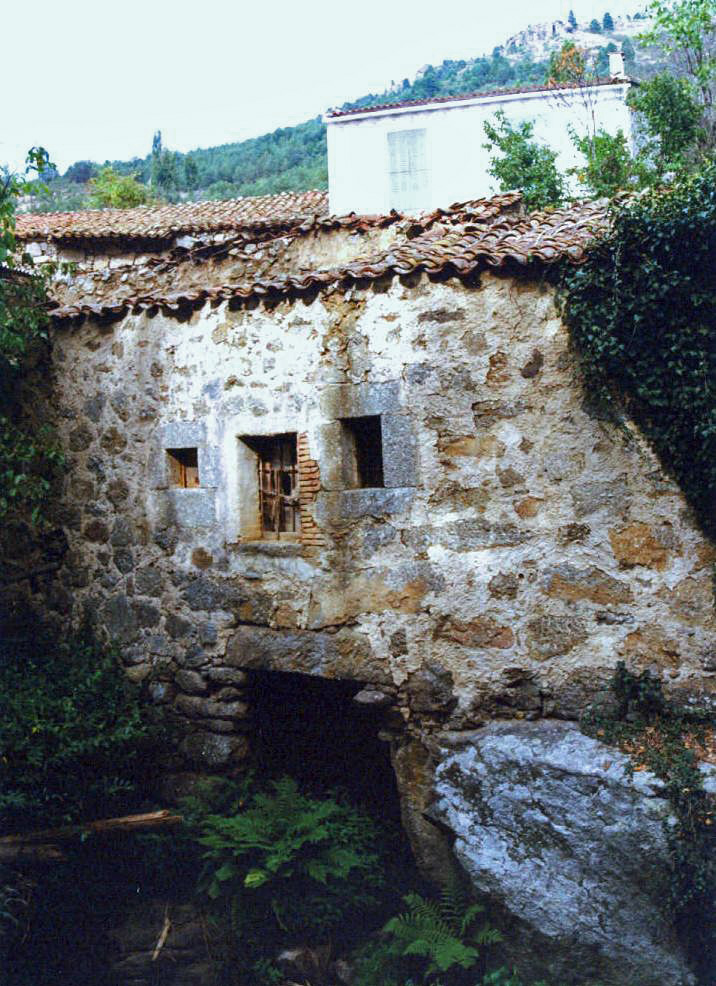
Molí de la Rata vers l'any 1995

Aquí és on es pot contemplar un molí fariner, el de Oncle Alberto, magníficament conservat per D. Alberto Jiménez Montenegro fins a la seva mort esdevingut a les albors del segle XXI, i que en l'actualitat pot ser visitat pel públic. Després se succeeixen desenes de molins centenaris per la ribera del riu, molts d'ells abandonats, en condicions ruïnoses. El seu estat actual gairebé no permet endevinar el que la indústria molinera va significar durant segles per al municipi de Villafranca de la Sierra. A mitjan el segle XVIII segons apareix al cens realitzat en temps del Marquès de la Ensenada existien plenament operatius 20 molins i 2 batans al municipi.
La riuada de l'1 de setembre de 1999, la pitjor de les recordades a la comarca, es va emportar centenars d'arbres centenaris i va contribuir molt negativament a la conservació del patrimoni etnogràfic que constitueixen els molins hidràulics. Un dels molins seriosament perjudicats va ser el de La Rata o del Tio Esteban, que a mitjans del segle XX va incorporar un dels primers alternadors de la zona per generar electricitat.

Aquesta gran avinguda no ha estat la única. El rector de la Vila, Fr. Francisco González Girón, el 16 de juliol de 1701, va escriure a l'últim foli del Llibre 21 de Difunts un bon relat d'una gran tempesta: 
| « | «Dimarts dotze de juliol de 1701, entre nou i deu del matí, va caure tan gran tempesta de graniza al Port de Chía, que va baixar a aquesta hora pel riu Corneja una avinguda tan gran que es va emportar una casa a Navacepeda; a tots els molins i preses de la Ribera d'aquesta vila de Villafranca els va destruir; es va emportar bestiar de tot gènere; va arruïnar llars, hortes i prats; va arrencar i es va emportar arbres molt forts, penyes de gran pes; es va endur i va arrencar els ponts de la Ribera i el del camí que va d'aquesta vila a la de Bonilla...». | » |

Novament el refranyer popular torna a encertar: «Al cap dels anys mil, tornen les aigües per on solien anar». I sense esperar els mil.

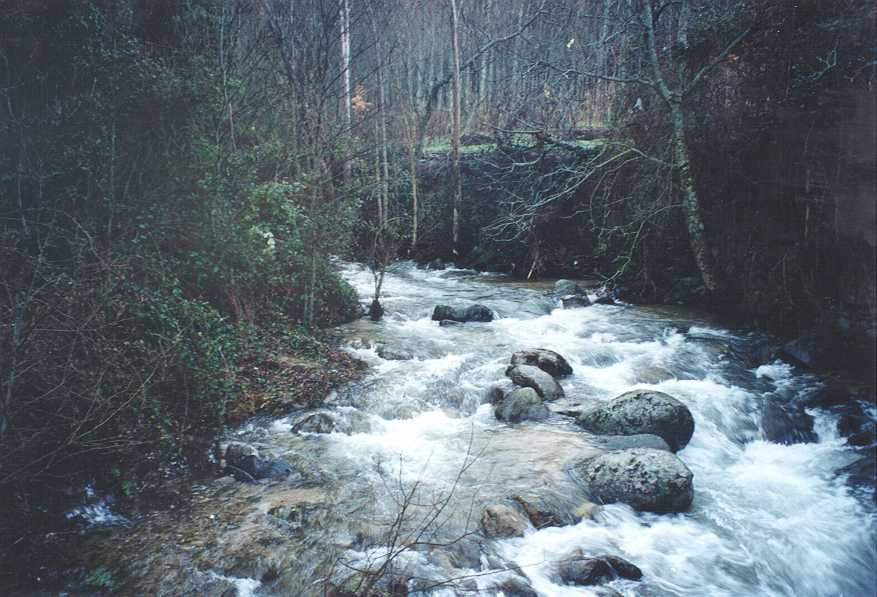
Ribera, riu Corneja, al pas per Villafranca de la Sierra (vers el 1995)

A continuació pel marge esquerre s'incorpora el cabal de la riera de Pinarnegrillo. Després d'assolir la població de la Ribera les aigües van remansant-se lentament i formant gorgs que són utilitzades pels banyistes per refrescar-se de les calors estivals. A prop de La Ribera hi ha la casa-estudi de Benjamí Palencia, on el pintor es va instal·lar després de la Guerra Civil i va dur a terme les seves millors obres fins a la seva mort esdevinguda el 1980. Aproximadament 1 km aigües avall trobem la localitat de Villafranca de la Sierra, cap de Señorío i una de les viles més antigues de la província d'Àvila i d'Espanya.
Abans de lliurar les seves aigües al Tormes arriba a Villar de Corneja, on repeteix la gesta del Guadiana i desapareix en uns sorrals per després tornar a aparèixer i acabar desembocant al Tormes entre els termes municipals de La Horcajada i Navamorales.

## Protecció mediambiental
La totalitat del riu està protegit ambientalment, al seu tram alt formant part de l'Espai natural de les Sierras de la Paramera i Serrota i a la resta del LIC Riberas del Río Tormes i afluents, pertanyents tots dos a la Xarxa Natura 2000 de Castella i Lleó.

## Municipis que travessa

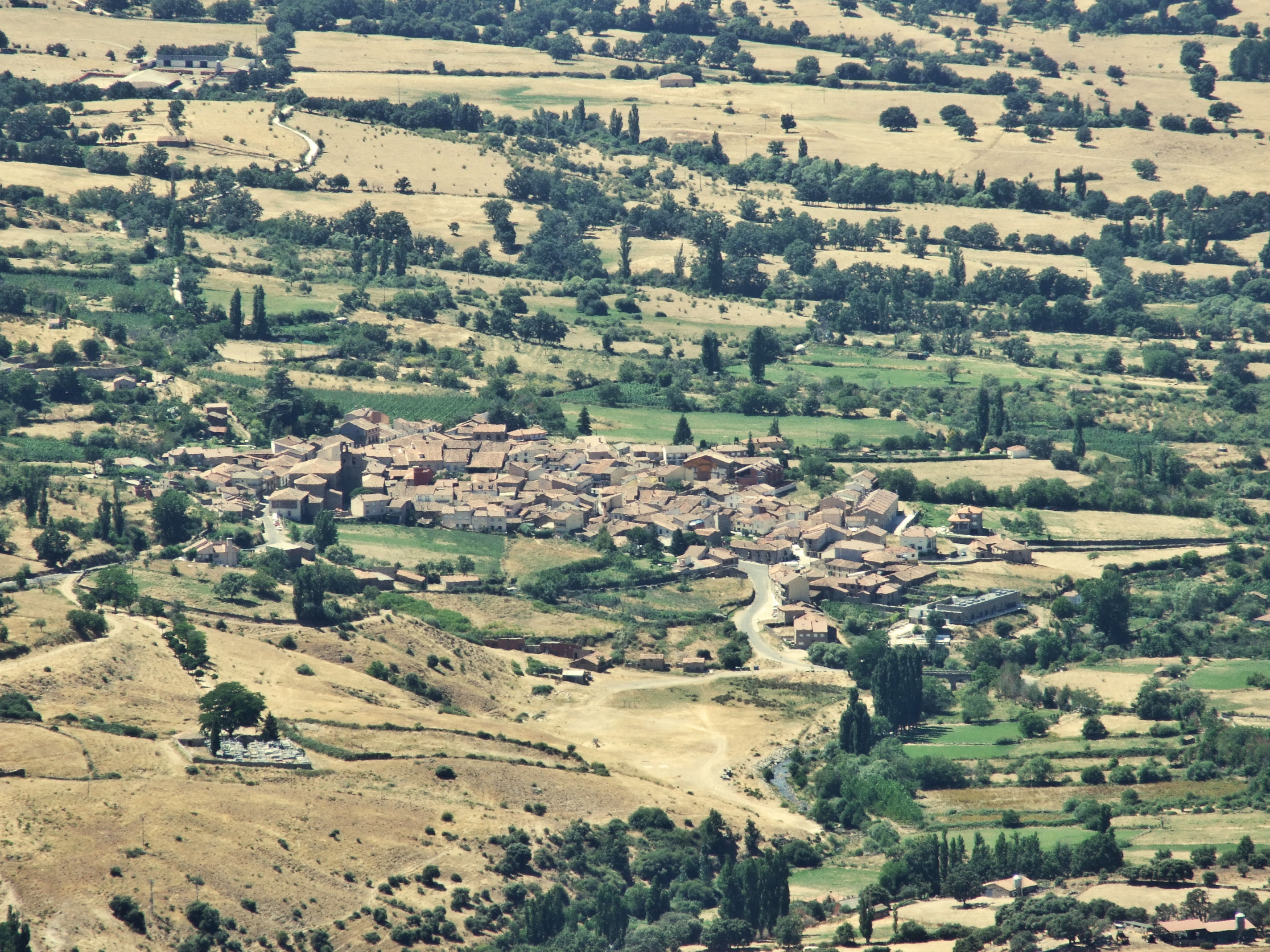
Villafranca de la Sierra.

- Villafranca de la Sierra
- Navacepedilla de Corneja
- San Miguel de Corneja
- Bonilla de la Sierra
- Mesegar de Corneja
- Piedrahíta
- Malpartida de Corneja
- San Bartolomé de Corneja
- Santa María del Berrocal
- Hoyorredondo
- Villar de Corneja
- La Horcajada
- Navamorales